# Yasufumi Tanahashi
Yasufumi Tanahashi (棚橋 泰文, Tanahashi Yasufumi) est un politicien japonais né le 11 février 1963 à Ōgaki dans la préfecture de Gifu. 
Membre du Parti libéral-démocrate, il est le représentant de la deuxième circonscription de la préfecture de Gifu depuis 1996.